# 342 Endymion
342 Endymion là một tiểu hành tinh lớn ở vành đai chính. Nó được Max Wolf phát hiện ngày 17.10.1892 ở Heidelberg, và được đặt theo tên Endymion trong thần thoại Hy Lạp. Đây là tiểu hành tinh đầu tiên được đặt theo tên vị thần nam.